# Dzeržinsk
Dzeržinsk (Дзержинск) je grad u Nižnjenovgorodskoj oblasti, Rusija, a nalazi se na obalama rijeke Oke, 400 km istočno od Moskve, i nekoliko kilometara je na zapad od Nižnjeg Novgoroda. 
Ime je dobio po Feliksu Dzeržinskom.
Današnji Dzeeržinsk je veliko središte ruske kemijske industrije. U prošlosti, grad je bio među najvećim ruskim mjestima proizvodnje kemijskog oružja. Zbog svoje strateške važnosti, grad je sve donedavno bio zatvoren inozemnim posjetiteljima.
Proizvodnja kemijskog oružja je započela 1941. Posebice je bila usredotočena na proizvodnju luizita, kemikalije koja svoje otrovne učinke duguje svojem sastojku arsenovom trioksidu, i iperitu. Tvornica koja ih je proizvodila se zvala Kaprolactam tvornica organskog stakla, a pored oružja temeljenih na arsenu, također je proizvodila cijanovodik("prusku kiselinu") i fozgen.
Proizvodnja kemijskih oružja je u Dzeržinsku prestala 1945. Neki materijali su premješteni u spremišna mjesta, dok su velike količine otpadnog materijala, koji je često sastojao visoke koncentracije arsena - bile zakopane na odlagalištima u tvorničkom krugu. Potpuno uklanjanje iperitskih pogona počelo je 1994..1998. godine jedinica za proizvodnju luizita još nije potpuno demontirana.
Kaprolactam je pretvoren u proizvođača kemikalija, solne kiseline, etilen oksida, polimera, i plastičnih proizvoda i udružena je s NORSI-jem (Nižnji Novgorod Orgsintes) Orgsteclo group. Zapadno ulaganje u udruženi projekt "joint venture" pogon su izveli njemački ulagači u vrijednosti od više od 15 milijuna dolara.
Grad je među najzagađenijima u Rusiji.